# Пнеумоперитонеум
Пнеумоперитонеум је присуство слободног ваздуха или гаса у перитонеалној шупљини. Најчешћи узрок пнеумоперитонеума је перфорација/поремећај зида акустичног ткива (шупљих органа), на пример перфорације желуца или црева. Узроци пнеумоперитонеума који се јављају код деце разликују се од оних код одрасле популације.  
Обично се дијагностикује на рендгенском снимку, али како мале количине слободног перитонеалног ваздуха могу бити изостављене, често се откривају тек компјутеризованом томографијом (ЦТ).

## Епидемиологија
Перфорације проксималног гастроинтестиналног тракта су чешће у Индији, у оштрој супротности са налазима студија у развијеним земљама, као што су САД, Грчка и Јапан, где су перфорације дисталног гастроинтестиналног тракта чешће.
Укупан морталитет,  забележен у различитим студијама, креће се на глобалном нивоу у распону од 6% до 38%.

## Етиопатогенеза
Гастроинтестинална перфорација представља један од најчешћих хитних хируршких случајева. Узроци пнеумоперитонеума код одраслих су:
- спонтана перфорација  (некротизујући ентероколитис, Хиршпрунгова болест и меконијумски илеус)
- перитонеална дијализа,
- непосредни постоперативни статус,
- вагинална аспирација,
- механичка вентилација.
- механичка перфорација, која се може видети као јатрогени ефекат код колоноскопије, ендоскопије,   употреба ректалног термометра, клистираи постинтубације,
- пнеумомедијастинум и пнеумоторакс такође могу довести до пнеумоперитонеума.[6]

## Клиничка слика
Уобичајени знаци и симптоми су:
- бол у трбуху,
- повраћање,
- надутост у стомаку,
- констипација,
- грозница,
- дијареја,
- тахикардија (пулс >110/min),
- хипотензија (систолни крвни притисак <100 mmHg),
- излучивање урина (<30 mL/h)
- тахипнеја (брзина дисања >20/мин).

Клиничка слика пацијената варира у зависности од места перфорације. Пацијенти са перфорацијом дуоденалног чира обично имају кратку историју епигастричног бола заједно са генерализованом осетљивошћу и опрезом.  
Болест може бити повезанаса историјом конзумирања нестероидних антиинфламаторних лекова (НСАИД).  
Пацијенти са перфорацијом танког црева могу имати продужену историју грознице праћену појавом бола у доњем делу трбуха.
Апендикуларне перфорације обично имају класичну историју бола који почиње у периумбиликалној области или десној илијачној јами, заједно са повраћањем и температуром.

## Дијагноза
Дијагноза се углавном заснива на клиничким основама. Обични рендгенски снимци трбуху или абдомена могу открити проширена и едематозна црева са пнеумоперитонеумом. Рендген грудног коша је најосетљивија класична радиографија за детекцију слободног интраперитонеалног гаса у хитним случајевима.  На рендгенском снимку грудног коша, може се уочити сваки субдијафрагматични слободни гас. 
Ултразвук и ЦТ скенирање могу дијагностиковати до 72% и 82% перфорација у трбуху. 
Радиографија трбуха се рутински ради у случајевима акутног абдомена. Различити релевантни знаци описани на радиографији  трбуха су следећи:
- Знак куполе/бисага/бркова — види се на рендгенском снимку на леђима, а односи се на акумулацију ваздуха испод централне тетиве дијафрагме у средњој линији.
- Риглеров знак - ваздух који оцртава обе стране зида црева.
- Луцентни знак јетре – смањено замућења јетре због ваздуха који се налази испред јетре.
- Фудбалски знак — који се види у масивном пнеумоперитонеуму, у коме је трбушна дупља оцртана гасовима.
- Сребров знак — или знак фалциформног лигамента, јер код овог знака ваздух оцртава фалциформни лигамент.
- Обрнути знак V — у коме ваздух оцртава бочне пупчане лигаменте (доњи епигастрични судови).
- Знак Дуждеве капе — троугласто сакупљање гаса у Морисонoвој торби.
- Знак троугла - троугласти ваздушни џеп између три петље црева.
- Урахусов знак — обрис средњег пупчаног лигамента.

### Псеудопнеумоперитонеум
Псеудопнеумоперитонеум описује гас у абдомену који имитира пнеумоперитонеум. Различити узроци псеудопнеумоперитонеума су:
- базална линеарна ателектаза,
- пнеумомедијастинум,
- Шилаидити синдром,
- гасови у кожним наборима,
- субдијафрагматична липоматоза,
- проперитонеална масна пруга,
- таласасти дијафрагма.

## Терапија
Терапија зависи од узрока који изазива пнеумоперитонеум, али готово увек је хируршка. Сматра се да само 10% случајева пнеумоперитонеума не захтева хитно хируршко лечење.
Упркос напретку у хируршким техникама, антимикробној терапији и интензивној нези, лечење перитонитиса и даље је веома захтевно, тешко и сложено.